# Anischnopteris
Anischnopteris là một chi bướm đêm thuộc họ Geometridae.